# Villa Tapia
Villa Tapia è un comune della Repubblica Dominicana di 25.460 abitanti, situato nella Provincia di Hermanas Mirabal.